# (34069) 2000 OZ56
2000 OZ56 (asteroide 34069) é um asteroide da cintura principal. Possui uma excentricidade de 0.06523300 e uma inclinação de 8.53003º.
Este asteroide foi descoberto no dia 29 de julho de 2000 por LONEOS em Anderson Mesa.